# Nathan Fillion
Nathan Christopher Fillion (Edmonton, 1971. március 27. –) kanadai színész.
Ismert szerepei közé tartozik Malcolm Reynolds kapitány a Firefly című sorozatból és a kapcsolódó Serenity című filmből. A címszereplő Richard Castle-t alakította a Castle, és John Nolant Az újonc című bűnügyi drámasorozatokban.
Játszott szappanoperákban, színházban, hagyományos és olyan internetes filmekben, mint a Dr. Horrible’s Sing-Along Blog. Szinkronizált animációs filmeket és videójátékokat is.
Közhasznú tevékenységei közé tartozik a „Kids Need to Read” alapítvány, melynek társalapítója. Ennek célja a kevés könyvvel rendelkező könyvtárak jobb ellátása.

## Fiatalkora és családja
1971. március 27-én született az albertai Edmontonban. Szülei Cookie és Bob Fillion, mindketten nyugdíjas angoltanárok voltak. Egy bátyja van, Jeff.
Tanulmányait a Holy Trinity katolikus középiskolában, az Albertai Concordia Főiskolán és az Albertai Egyetemen végezte. Állítása szerint Jubal Anderson Early konföderációs altábornagy leszármazottja.

## Pályafutása

### 1994–2009
Számos színházi, televíziós és filmes munka után 1994-ben New Yorkba költözött, ahol Joey Buchanan szerepét játszotta a One Life to Live című szappanoperában. A szereppel Daytime Emmy-díjra jelölték kiemelkedő fiatal színész kategóriában. 1997-ben otthagyta a műsort (bár 2007-ben még visszatért egy vendégszerepre). Miután Los Angelesbe költözött, szerepet kapott a Két srác, egy csaj meg egy pizzéria című szituációs komédiában és beválogatták Steven Spielberg Ryan közlegény megmentése című háborús drámájának egyik szerepére is.
2002-ben Joss Whedon Firefly című sci-fi sorozatában játszotta Malcolm Reynolds kapitány szerepét, amiért több kisebb sci-fi témájú díjjal jutalmazták. Fillion úgy emlékszik a Firefly forgatására, mint legjobb színészi munkájára, amiben valaha része volt. Habár a sorozatot levették műsorról, 2005-ben filmvászonra került a folytatása, Serenity címmel, melyben Fillion újra a kapitány bőrébe bújhatott. Whedon egy másik sorozatában, a Buffy, a vámpírok réme utolsó évadjában is kapott egy visszatérő szerepet.
2001-ben hangját kölcsönözte a Texas királyai egy részében. 2005-ben a Jade Empire videójáték, 2006-ban a Az igazság ligája: Határok nélkül egyik szereplőjét szólaltatta meg. Játszott James Gunn Slither című 2006-os horrorjában, a 2007-es Sundance Filmfesztiválon bemutatott a Pincérlány – Édesen is csípős című romantikus vígjátékban és a Fehér zaj 2. – A fény (2007) cím misztikus horrorfilmben. Vendégszerepelt a Lost – Eltűntek egy epizódjában, mint Kate férje.
2007 tavaszán egy új sorozat főszerepében tért vissza: ez volt a Drive, melyet Fillion barátja, a Firefly valamint az Angel írója, Tim Minear írt. A sorozat nem volt képes teljesíteni az elvárt nézettséget, ezért a FOX nem folytatta. Fillion még eben az évben vendégszereplőként visszatért a One Life to Live című szappanopera 9 999. és 10 000. részében. 2007 őszétől az ABCSzületett feleségek című drámasorozatában játszotta Dr. Adam Mayfair nőgyógyászt.
Fillion hangját kölcsönözte egy tengerész-őrmesternek a Halo 3 című Xbox 360 videójátékban, más Firefly-színészekkel, Adam Baldwinnel és Alan Tudykkal együtt. A játék első küldetésében Reynolds őrmesterként azonosítja magát a rádióban, ezzel utalva Firefly-os karakterének nevére. Mindhárom színész játékbeli karaktere a Firefly-ban játszott szereplőkhöz hasonló személyiséget kapott. Fillion a Halo 3 kiegészítőjében a Halo 3: ODST-ben Edward Buck őrmestert szólaltatja meg.
2008-ban Joss Whedon háromrészes internetes rövidfilmjében, a Dr. Horrible’s Sing-Along Blog-ban Captain Hammert alakította, a Neil Patrick Harris által megformált Dr. Horrible és a Felicia Day által játszott Penny mellett.

### 2009–2018
2009 márciusában mutatták be a Castle című sorozatot, Fillion címszereplésével. Richard Castle regényírót alakítja, aki a New York-i rendőrségnek segít gyilkossági ügyek megoldásában. Az ABC promóciós célokból valódi Richard Castle regényeket is árusítani kezdett az interneten keresztül. A sorozat összesen nyolc évadot élt meg, mivel a két főszereplő már nem tudott együtt dolgozni. Fillion a Spike.com pornóparódia-websorozatának, a PG Porn-nak egyik epizódjában is látható volt.
A Csodanő című, DVD-re készült 2009-es animációs filmben Steve Trevor karakterének kölcsönözte hangját.

## Magánélete
2015-tól szakításukig Krista Allen amerikai színésznővel élt együtt.

### Közhasznú tevékenységei
2007-ben alapította PJ Haarsma kanadai íróval közösen a Kids Need to Read nonprofit szervezetet. Céljuk a gyerekek képzeletének ösztönzése azáltal, hogy segítik feltölteni a kevés könyvvel rendelkező könyvtárakat. Fillion meggyőződése, hogy minden gyereknek jár a lehetőség a jó könyvek olvasására. Haarsma az ország iskoláit járva látta meg, milyen sok könyvtár nem képes új könyveket vásárolni. Fillion a rajongóit arra kérte, segítsenek egy olyan dologban, ami megérdemli a támogatást.

## Filmográfia

### Film
| Év   | Magyar cím                              | Eredeti cím                            | Szerep                            | Magyar hang           |
| ---- | --------------------------------------- | -------------------------------------- | --------------------------------- | --------------------- |
| 1994 |                                         | Strange and Rich                       | Walter Hoade                      |                       |
| 1998 | Ryan közlegény megmentése               | Saving Private Ryan                    | Minnesotai Ryan                   | Janovics Sándor       |
| 1999 | Csapás a múltból                        | Blast from the Past                    | Cliff                             | Papp Dániel           |
| 2000 | Drakula 2000                            | Dracula 2000                           | David atya                        | Bede-Fazekas Szabolcs |
| 2003 |                                         | Water's Edge                           | Robert Graves                     |                       |
| 2004 | Riley kitálal                           | Outing Riley                           | Luke Riley                        |                       |
| 2005 | Serenity                                | Serenity                               | Malcolm "Mal" Reynolds            | Papp Dániel           |
| 2006 | Slither                                 | Slither                                | Bill Pardy                        | Rába Roland           |
| 2007 | Fehér zaj 2. – A fény                   | White Noise 2: The Light               | Abe Dale                          | Csík Csaba Krisztián  |
| 2007 | Pincérlány – Édesen is csípős           | Waitress                               | Dr. Jim Pomatter                  | Hevér Gábor           |
| 2008 | Útfélen                                 | Trucker                                | Runner                            |                       |
| 2009 | A Csodanő                               | Wonder Woman                           | Steve Trevor (hangja)             | Laklóth Aladár        |
| 2010 | Super                                   | Super                                  | Szent Megtorló                    | Péter Richárd         |
| 2011 | Zöld Lámpás: Smaragd lovagok            | Green Lantern: Emerald Knights         | Hal Jordan / Zöld Lámpás (hangja) | Makranczi Zalán       |
| 2013 | Az Igazság Ligája – Pusztulás           | Justice League: Doom                   | Hal Jordan / Zöld Lámpás (hangja) | Szatory Dávid         |
| 2013 | Sok hűhó semmiért                       | Much Ado About Nothing                 | Dogberry                          |                       |
| 2013 | Szörny Egyetem                          | Monsters University                    | Johnny Worthington III (hangja)   | Király Attila         |
| 2013 | Percy Jackson: Szörnyek tengere         | Percy Jackson: Sea of Monsters         | Hermész (hangja)                  | Kárpáti Levente       |
| 2013 | Az Igazság Ligája: A Villám-paradoxon   | Justice League: The Flashpoint Paradox | Hal Jordan / Zöld Lámpás (hangja) | Molnár Áron           |
| 2014 | Szörny Egyetem buliközpont              | Party Central                          | Johnny Worthington III            |                       |
| 2014 | A galaxis őrzői                         | Guardians of the Galaxy                | Óriás fegyenc (hangja)            | Papucsek Vilmos       |
| 2015 | Az Igazság Ligája: Atlantisz trónja     | Justice League: Throne of Atlantis     | Hal Jorden / Zöld Lámpás (hangja) | Zámbori Soma          |
| 2015 |                                         | Highway of Tears                       | narrátor (hangja)                 |                       |
| 2015 |                                         | Being Canadian                         | önmaga                            |                       |
| 2017 |                                         | Yamasong: March of the Hollows         | Shojun                            |                       |
| 2017 | Verdák 3.                               | Cars 3                                 | Sterling (hangja)                 | Rajkai Zoltán         |
| 2018 | Superman halála                         | The Death of Superman                  | Hal Jorden / Zöld Lámpás (hangja) |                       |
| 2018 |                                         | Henchmen                               | Felsőbbrendű kapitány (hangja)    |                       |
| 2018 | Éjjeli ragadozó                         | Night Hunter                           | Matthew Quinn                     | Czvetkó Sándor        |
| 2019 | Az igazi Superman visszatér             | Reign of the Supermen                  | Hal Jorden / Zöld Lámpás (hangja) |                       |
| 2021 | The Suicide Squad – Az öngyilkos osztag | The Suicide Squad                      | Cory Pitzner / A.L.K.             | Mészáros András       |
| 2023 | A galaxis őrzői: 3. rész                | Guardians of the Galaxy vol 3.         | Karja mester                      | Bede-Fazekas Szabolcs |
| 2024 | Deadpool & Rozsomák                     | Deadpool & Wolverine                   | Wade Wilson / Headpool (hangja)   | Orbán Gábor           |
| 2025 | Superman                                | Superman                               | Guy Gardner / Zöld Lámpás         | Széles Tamás          |

### Televízió
| Év        | Magyar cím                                  | Eredeti cím                          | Szerep                               | Megjegyzések                                                                  |
| --------- | ------------------------------------------- | ------------------------------------ | ------------------------------------ | ----------------------------------------------------------------------------- |
| 1993      | A jég fogságában                            | Ordeal in the Arctic                 | Tom Jardine                          | tévéfilm                                                                      |
| 1994–2007 |                                             | One Life to Live                     | Joey Buchanan                        | főszereplő                                                                    |
| 1996      | Kerge város                                 | Spin City                            | Guy                                  | 1 epizód                                                                      |
| 1997      |                                             | Total Security                       | Troy Larson                          | 1 epizód                                                                      |
| 1998      |                                             | Maggie Winters                       | Ronald                               | 1 epizód                                                                      |
| 1998–2001 | Két pasi meg egy csajszi                    | Two Guys and a Girl                  | Johnny Donnelly                      | 60 epizód magyar hangja Renácz Zoltán                                         |
| 1999      | Végtelen határok                            | The Outer Limits                     | Michael Ryan                         | 1 epizód                                                                      |
| 2001      | Texas királyai                              | King of the Hill                     | Frizbis srác (hangja)                | 1 epizód                                                                      |
| 2002      |                                             | Pasadena                             | Glenn Collins                        | 3 epizód                                                                      |
| 2002      | Firefly                                     | Firefly                              | Malcolm "Mal" Reynolds               | - főszereplő - magyar hangja: - Papp Dániel (1. hang) - Varga Gábor (2. hang) |
| 2003      | Buffy, a vámpírok réme                      | Buffy the Vampire Slayer             | Caleb                                | 5 epizód                                                                      |
| 2003      |                                             | Miss Match                           | Adam Logan                           | 6 epizód                                                                      |
| 2005–2006 | Az igazság ligája: Határok nélkül           | Justice League Unlimited             | Vigilante (hangja)                   | 3 epizód                                                                      |
| 2006      | Lost – Eltűntek                             | Lost                                 | Kevin Callis                         | 1 epizód                                                                      |
| 2007      |                                             | Drive                                | Alex Tully                           | 6 epizód                                                                      |
| 2007–2008 | Született feleségek                         | Desperate Housewives                 | Dr. Adam Mayfair                     | 12 epizód magyar hangja Kassai Károly                                         |
| 2007–2014 | Robotcsirke                                 | Robot Chicken                        | több szereplő hangja                 | 5 epizód                                                                      |
| 2009–2016 | Castle                                      | Castle                               | Richard Castle                       | főszereplő magyar hangja Czvetkó Sándor                                       |
| 2010–2018 |                                             | The Venture Bros.                    | Barna özvegy (hangja)                | 4 epizód                                                                      |
| 2012      | Amerikai fater                              | American Dad!                        | Joel Larson / Liver / Klaus (hangja) | 2 epizód                                                                      |
| 2013      | 2012-es Amerikai Forgatókönyvírók Céhe gála | Writers Guild of America Awards 2012 | önmaga                               | műsorvezető                                                                   |
| 2014–2015 | Balfékek                                    | Community                            | Bob Waite                            | 2 epizód                                                                      |
| 2014–2016 | Rejtélyek városkája                         | Gravity Falls                        | Preston Northwest (hangja)           | 5 epizód                                                                      |
| 2016      | Agymenők                                    | The Big Bang Theory                  | önmaga                               | 1 epizód magyar hangja Czvetkó Sándor                                         |
| 2016      | Tömény történelem                           | Drunk History                        | Wernher von Braun                    | 1 epizód                                                                      |
| 2016      |                                             | Kroll Show                           | Mountie McMinniman                   | 1 epizód                                                                      |
| 2016–2018 | Modern család                               | Modern Family                        | Rainer Shine                         | 7 epizód magyar hangja Czvetkó Sándor                                         |
| 2017–2018 | Dél-kaliforniai diéta                       | Santa Clarita Diet                   | Gary West                            | 6 epizód                                                                      |
| 2017      | Rick és Morty                               | Rick and Morty                       | Cornvelious Daniel (hangja)          | 1 epizód                                                                      |
| 2017      | Brooklyn 99 – Nemszázas körzet              | Brooklyn Nine-Nine                   | Mark Deveraux                        | 1 epizód                                                                      |
| 2017–2025 | Hormonokkal túlfűtve                        | Big Mouth                            | önmaga (hangja)                      | 9 epizód                                                                      |
| 2018      | A balszerencse áradása                      | A Series of Unfortunate Events       | Jacques Snicket                      | 10 epizód                                                                     |
| 2018      | A varázslatos iskolabusz újra száguld       | The Magic School Bus Rides Again     | Axle ValveStuck (hangja)             | 1 epizód                                                                      |
| 2018      | Anyaság túlsúlyban                          | American Housewife                   | önmaga                               | 2 epizód                                                                      |
| 2018–     | Az újonc                                    | The Rookie                           | John Nolan                           | főszereplő magyar hangja Czvetkó Sándor                                       |
| 2021      |                                             | Resident Alien                       | 42 számú (hangja)                    | 6 epizód                                                                      |
| 2021      | M.O.D.O.K.                                  | M.O.D.O.K.                           | Wonder Man (hangja)                  | 1 epizód                                                                      |
| 2022      | Megzsarolva                                 | The Recruit                          | CIA igazgatója                       | 1 epizód                                                                      |
| 2022–2023 | Újoncok: FBI                                | The Rookie: Feds                     | John Nolan                           | 3 epizód magyar hangja Czvetkó Sándor                                         |
| 2024      | Szörnyszakik                                | Monsters at Work                     | Johnny Worthington III (hangja)      | 8 epizód magyar hangja Király Attila                                          |

### Videójátékok
| Év   | Cím                             | Szinkronszerep                                     |
| ---- | ------------------------------- | -------------------------------------------------- |
| 2005 | Jade Empire                     | Gao the Lesser                                     |
| 2007 | Halo 3                          | Reynolds őrmester                                  |
| 2009 | Halo 3: ODST                    | Buck tüzérőrmester                                 |
| 2010 | Halo: Reach                     | Buck tüzérőrmester                                 |
| 2014 | Family Guy: The Quest for Stuff | önmaga                                             |
| 2014 | Destiny                         | Cayde-6                                            |
| 2015 | Saints Row: Gat out of Hell     | Isten                                              |
| 2015 | Destiny: The Taken King         | Cayde-6                                            |
| 2015 | Halo 5: Guardians               | Spartan Edward Buck (megjelenés és motion capture) |
| 2016 | Con Man: The Game               | Jack Moore                                         |
| 2017 | Destiny 2                       | Cayde-6                                            |